# Xã Two Rivers, Quận Morrison, Minnesota
Xã Two Rivers (tiếng Anh: Two Rivers Township) là một xã thuộc quận Morrison, tiểu bang Minnesota, Hoa Kỳ. Năm 2010, dân số của xã này là 689 người.